# Martinus J. Langeveld

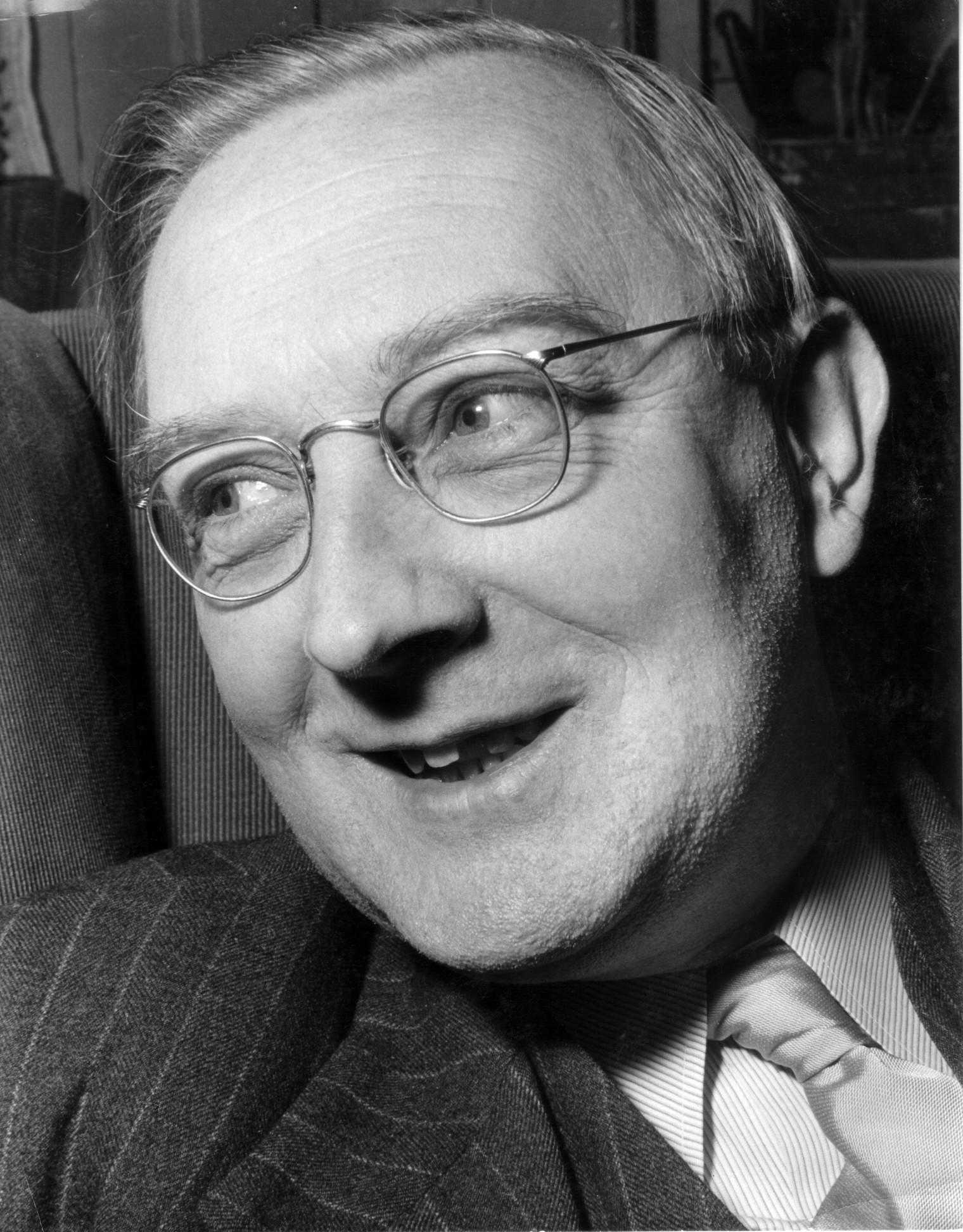
Martinus J. Langeveld

Martinus Jan Langeveld (Haarlem, 30 oktober 1905 – Bussum, 15 december 1989) was een van de belangrijkste Nederlandse pedagogen uit de tweede helft van de 20e eeuw. Hij had gestudeerd bij H.J. Pos en bij Philip Kohnstamm en in Duitsland bij  Theodor Litt en Wilhelm Stern. Van 1946 tot 1971 was hij hoogleraar pedagogiek aan de Rijksuniversiteit Utrecht.

## Levensloop
Langeveld werd geboren in Haarlem in een doopsgezind milieu, hij verhuisde op 3-jarige leeftijd naar Haarlem en in 1915 naar Amsterdam. In 1921 voltooide hij de driejarige HBS, twee jaar later de vijfjarige HBS. In 1921 werd Langeveld opgeroepen voor de dienstplicht die hij met zijn doopsgezinde achtergrond zou hebben geweigerd, maar de dienstdoende arts keurde hem af.
Langeveld werd ingeschreven aan het Amsterdamsch Lyceum en leerde daar de kinderen van Philip Kohnstamm kennen, met wie hij bevriend raakte. Op 30 juni 1925 voltooide Langeveld het gymnasium. Dat jaar schreef hij zich in aan de Universiteit van Amsterdam bij de faculteit der Letteren voor de studie Nederlands en filosofie.
In zijn studentenjaren groeide het contact met Philip Kohnstamm, die zijn leermeester zou worden, en met de filosoof H.J. Pos. Onder invloed van Kohnstamm en Pos maakte Langeveld in de jaren dertig reizen door Duitsland. Hij volgde colleges bij (onder andere) Edmund Husserl, Martin Heidegger, William Stern en Theodor Litt.
Na zijn studie werkte Langeveld van 1931 tot 1939 als leraar Nederlands aan het Baarnsch Lyceum. Hij schreef er zijn proefschrift Taal en denken, waar hij in 1934 op promoveerde.
In 1939 werd Langeveld, op voorspraak van Kohnstamm, benoemd tot buitengewoon hoogleraar pedagogiek aan de Universiteit van Utrecht en in 1941 werd hij, vanwege de Maatschappij tot Nut van 't Algemeen, ook aan de Universiteit van Amsterdam bijzonder hoogleraar pedagogiek. Hij verving daar de door de Duitse bezetter ontslagen (joodse) hoogleraar Philip Kohnstamm. De benoeming geschiedde mede op aandringen van Kohnstamm, die het voortbestaan van deze leerstoel tot na de oorlog verzekerd wilde zien en in de goede handen van zijn eigen leerling.
Na de oorlog, in 1946, werd Langeveld in Utrecht benoemd tot gewoon hoogleraar in de pedagogiek, de algemene didactiek en de ontwikkelingspsychologie. Hij kreeg daar zijn eigen Pedagogisch Instituut, waaraan hij een praktijk verbond voor hulp aan ouders en kinderen bij opvoedingsmoeilijkheden. Voor dit werk muntte hij de term klinische pedagogiek. Naast de universitaire opleiding was ook de opleiding voor de akten MO-A en MO-B pedagogiek een belangrijke taak van het Pedagogisch Instituut.
Ofschoon Langeveld, evenals zijn leermeester Kohnstamm, aanvankelijk geheel op de Duitse pedagogiek en psychologie georiënteerd was, kwam hij in de jaren zestig ook met Engelse en Amerikaanse ontwikkelingspsychologen en pedagogen in contact. Zo kwam hij in de redactie van het internationale tijdschrift Vita Humana en haar opvolger Human Development.
Langeveld was een aanhanger van de Utrechtse Fenomenologische School. Een bekend voorbeeld van zijn fenomenologisch denken is zijn bijdrage aan het boek Persoon en Wereld, aangeboden aan F.J.J. Buytendijk ter gelegenheid van diens 65e verjaardag. De titel van Langevelds hoofdstuk luidt De ‘verborgen plaats’ in het leven van het kind.
Met Philip Kohnstamm en de fenomenologen deelde hij een sceptische houding tegenover onderzoek gebaseerd op kwantificering van kwalitatieve gegevens, met name ook tegenover de Methodologie van de Amsterdamse hoogleraar Adriaan de Groot. Tegelijk stond hij ook sceptisch tegenover sommige andere fenomenologen, zoals Stephan Strasser uit Nijmegen.
Bij Martien Langeveld, zoals hij voor zijn vrienden en zijn vrouw Titia heette, is een groot aantal pedagogen en didactici gepromoveerd. In de praktijk van de klinische pedagogiek heeft hij een belangrijke bijdrage geleverd aan de ontwikkeling van de beeldcommunicatie met de onderzochte kinderen, onder andere met zijn Columbus-platentest uit 1969.
In 1972 ging Langeveld met emeritaat. Na zijn afscheid van de universiteit was hij enige tijd verbonden aan de 'experimentele universiteit' van Henri van Praag, te Lugano (Zwitserland). Hij bleef ook nog geruime tijd publiceren. Langeveld kreeg eredoctoraten aan de universiteiten van Zürich en Pretoria. In 1966 ontving hij een Koninklijke onderscheiding (de Ridderorde). Op 21 juni 2001 werd voormalig Centrumgebouw-Zuid van de faculteit Sociale Wetenschappen in de Uithof naar hem vernoemd, het Martinus J. Langeveldgebouw.

## Pedagogische uitgangspunten
Het doel van de opvoeding is volgens Langeveld de mondige persoonlijkheid. Heel het opvoedend gedrag is erop gericht het kind te helpen mondig te worden, dat wil zeggen, in staat tot bekwaam en moreel en betrouwbaar deelnemen aan samenleving en zelfvorming. De volwassen persoon staat voor wat hij is en doet. De opvoeding is gebaseerd op de fundamentele hulpeloosheid van het kind. Hij gaat uit van het gegeven van de verantwoordelijkheid van de volwassene voor het kind. In alle omgang van volwassenen met kinderen ligt de opvoedingsverhouding al klaar. Langeveld noemde dit het antropologische grondfeit. De rol van de opvoeder is die van het plaatsvervangend geweten zolang het kind nog niet zelf in staat is verantwoordelijkheid te dragen voor zijn handelingen. De opvoeder is daarbij het model van een ‘zelfverantwoordelijke persoonlijkheid’, gekenmerkt door eigenschappen als gewetensvol, liefdevol, onbaatzuchtig en oprecht. De verantwoording van het kind aan zijn ouders dient geleidelijk aan van de ouders naar binnen te schuiven, zodat het kind tot zelfverantwoordelijke zelfbepaling kan komen. Doel van de opvoeding is de persoonlijke vrijheid en de opvoeding tot personen die achter hun morele oordelen kunnen staan.

### Beknopte bibliografie
- (1934). Taal en denken : een theoretiese en didaktiese bijdrage tot het onderwijs in de moedertaal op de middelbare school, inzonderheid tot dat der grammatika. Wolters, Groningen. XII, 196 p. (Didaktische monographieën ; 4). Ook verschenen als proefschrift G.U. Amsterdam.
- (1937). Inleiding tot de studie der paedagogische psychologie van de middelbare-schoolleeftijd. Wolters, Groningen. XIV, 459 p. 7e opnieuw herz. dr. 1961. XII, 490 p.
- (1938). De opvoeding van zuigeling en kleuter : een boek voor ouders en opvoeders. Meulenhoff, Amsterdam. 179 p., 8 bl. pl. 3e, herz. dr.: Agon Elsevier, Amsterdam, 1969. 139 p.
- (1946). Beknopte theoretische paedagogiek. Wolters, Groningen. 183 p. 2e ed., 2e herz. dr., o.d.t.: Beknopte theoretische pedagogiek. Wolters-Noordhoff, Groningen, 1979. XV, 259 p.  ISBN 90-01-52898-8 Duitse uitg. o.d.t.: Einführung in die Pädagogik, 1951 / Einführung in die theoretische Pädagogik, 9. Auflage, Stuttgart, Klett-Cotta, 1978
- (1950). Verkenning en verdieping : een bundel herdrukken en nieuwe studiën op paedagogisch en psychologisch gebied. Muusses, Purmerend. 343 p. Enkele hoofdstukken in het Engels.
- (1956). Kind en religie : enige vraagstukken voorafgaande aan een "godsdienst-pedagogiek". Bijleveld, Utrecht. 166 p. 2e herz. dr.: 1966. 169 p. Duitse uitg. o.d.t.: Das Kind und der Glaube : einige Vorfragen zu einer Religions-Pädagogik. Westermann, Braunschweig, 1959. 144 p.
- (1959). Capita uit de algemene methodologie der paedologie. Wolters, Groningen. 43 p. (Acta Paedagogica Ultrajectina ; 18). Uitg. 1972: VIII, 122 p. ISBN 90-01-52907-0.
- (1953). Ontwikkelingspsychologie: beknopte historische en systematische inleiding. Wolters, Groningen. 98 p. 10e, opnieuw herz. dr. Wolters-Noordhoff, Groningen, 1971. 93 p. ISBN 90-01-52902-X.
- (1956). Studien zur Anthropologie des Kindes. Niemeyer Tübingen IX, 137 p. (Forschungen zur Pädagogik und Anthropologie ; Bd 1). 3., durchges. und erg. Aufl., 1968. X, 206 p.
- (1959). Bijdragen tot het gesprek van systeem en historie in de opvoedkunde. Wolters, Groningen. 59 p. (Acta paedagogica Ultrajectina ; 19). Uitgave van het Pedagogisch Instituut der Rijksuniversiteit te Utrecht.
- (1967). Scholen maken mensen : de bijdrage der school tot de vorming van het kind / vert.: T.J. Langeveld-Bakker. Muusses, Purmerend. 160 p. Oorspr. titel: Die Schule als Weg des Kindes : Versuch einer Anthropologie der Schule. Westermann, Braunschweig, 1960. 164 p.
- (1971). Erziehungskunde und Wirklichkeit : Studien und Gedanken zur Theorie und Praxis der Erziehung / übers. aus dem Englischen, dem Holländischen und dem Französischen. Westermann, Braunschweig. 324 p. Heruitgave van verspreid werk, 1957-1966.
- (1972). Opvoedingshulp als groeiende wetenschap. Agon Elsevier, Amsterdam. 22 p. Afscheidsrede Universiteit Utrecht.
- (1974). Intelligentie leef je zelf : over het gebruik van tests in het leven van kinderen. Boom, Meppel. 124 p. (Pedagogiek ; 4). ISBN 90-6009-173-6. Oorspr. uitg.: Voraussage und Erfolg : über die Bedeutung von Tests als Voraussage kindlicher Entwicklung. Westermann, Braunschweig, 1973. 130 p. (Westermann Taschenbuch ; 112). ISBN 3-14-167112-5.
- (1974). Elk kind is er één: meedenken en meehelpen als het misgaat bij groot worden en opvoeden. Callenbach, Nijkerk. 203 p., 8 p. pl. ISBN 90-266-1592-2. Duitse uitg. o.d.t.: Wenn Kinder sorgen machen : aus der Praxis eine Erziehungsberaters. Westermann, Braunschweig, 1978. ISBN 3-14-167160-5.
- (1979). Mensen worden niet geboren : inleiding tot de pedagogische waardenleer. Intro/Callenbach, Nijkerk. 128 p. ISBN 90-266-1671-6.
- (1981). The Columbus. Picture analysis of growth towards maturity: a series of 24 pictures and a manual. 3rd ed.
- (1981). Telkens na terugkeer. Callenbach, Nijkerk. 47 p. ISBN 90-266-2426-3. Gedichten.

### Beknopte bibliografie met andere auteurs
- (1935) met B.G. Palland. Denkend lezen : een stilleesboekje voor opleidingsscholen en de eerste leerjaren van voorbereidend hoger en middelbaar onderwijs. Wolters, Groningen. ongepag.
- (1937) met B.G. Palland. Op weg naar denkend lezen : een stil-leesboekje voor de zesde klasse der volksschool en de vijfde en zesde klasse der opleidingsschool. Wolters, Groningen. 119 p.
- (1955) met C.F. van Parreren en J. Linschoten. Inleiding in de psychologie. Wolters, Groningen. In 1961 3e druk.
- (1964-1967) met N. Perquin. Effektief beroepsbegeleidend onderwijs. Paedagogisch Instituut aan de Rijksuniversiteit, Utrecht. 3 dl. Dl. I: Verslag v.h. onderzoeksjaar 1963/1964. 439 p.; Dl. II: Verslag onderzoeksjaar 1964/1965. 225 p.; Dl. III: Eindrapport. div. pag.
- (1965) nr.1 – (1978) nr.13. Red. van Paedagogica Europaea : the European yearbook of educational research = revue annuelle des études et recherches pédagogiques europénnes = europäisches Jahrbuch für pädagogische Forschung. Agon Elsevier/Westermann, Amsterdam/ Braunschweig. ISSN 0078-7787. Voortgez. als: European journal of education = ISSN 0141-8211.
- (1966) met Th. Oudkerk Pool. Denkend lezen : stillezen voor basisonderwijs en brugklas / M.J. Langeveld en Th. Oudkerk Pool. Wolters-Noordhoff, Groningen. 2 dl. ISBN 90-01-52904-6. 3e herz. uitg. in 1972.
- (1970) met Th. Oudkerk Pool. Op weg naar denkend lezen : stillezen voor de basisschool. Wolters, Groningen. 95 p.
- (1973) met F.J.J. Buytendijk & A. Vergote. De onbevangenheid. Ambo, Bilthoven. 62 p. (Geestelijke volksgezondheid, nr.2). ISBN 90-263-0221-5. Dl.1. F.J.J. Buytendijk. De onbevangen omgang; Dl.2. M.J. Langeveld. Onbevangenheid en haar grenzen in ontwikkeling en opvoeding; Dl.3. A. Vergote. Onbevangenheid in het geloof. Boekbespreking van 'De onbevangenheid' van Daan Thoomes in In de Waagschaal, jrg. 33, nr. 4, 2004, pp. 11-12
- (1981) met Helmut Danner. Methodologie und "Sinn"-Orientierung in der Pädagogik. Reinhardt, München/Basel. 195 p. ISBN 3-497-00955-5.
- (1981) met Philip Kohnstamm. Persoon en samenleving: opstellen over opvoeding en democratie. Boom, Meppel. ISBN 90-6009-491-3